# Ungheria ai Giochi della XXI Olimpiade
L'Ungheria partecipò ai Giochi della XXI Olimpiade che si sono svolti a Montréal dal 17 luglio al 1º agosto 1976, con una delegazione di 178 atleti impegnati in 17 discipline per un totale di 109 competizioni. Il portabandiera alla cerimonia di apertura lo schermidore Jenő Kamuti, alla sua quinta e ultima Olimpiade, già vincitore della medaglia d'argento a Città del Messico 1968 e Monaco di Baviera 1972.
Il bottino della squadra fu di ventidue medaglie: quattro d'oro, cinque d'argento e tredici di bronzo, che le valsero il decimo posto nel medagliere complessivo.

## Medaglie
| Medaglia | Nome | Sport              | Evento                         |
| -------- | --- | ------------------ | ------------------------------ |
| Oro      | Miklós Németh | Atletica leggera   | Lancio del giavellotto         |
| Oro      | Zoltán Magyar | Ginnastica         | Cavallo con maniglie           |
| Oro      | Ungheria | Pallanuoto         | Torneo maschile                |
| Oro      | Ildikó Schwarczenberger | Scherma            | Fioretto individuale femminile |
| Argento  | Zoltán Sztanity | Canoa/kayak        | K1 500 metri                   |
| Argento  | Géza Csapó | Canoa/kayak        | K1 1000 metri                  |
| Argento  | Anna Pfeffer Klára Rajnai | Canoa/kayak        | K2 500 metri                   |
| Argento  | József Balla | Lotta libera       | Pesi super-massimi             |
| Argento  | György Kőszegi | Sollevamento pesi  | Pesi mosca                     |
| Bronzo   | Zoltán Bakó István Szabó | Canoa/kayak        | K2 1000 metri                  |
| Bronzo   | Tamás Wichmann | Canoa/kayak        | C1 1000 metri                  |
| Bronzo   | Tamás Buday Oszkár Frey | Canoa/kayak        | C2 500 metri                   |
| Bronzo   | Tamás Buday Oszkár Frey | Canoa/kayak        | C2 1000 metri                  |
| Bronzo   | Klára Rajnai | Canoa/kayak        | K1 500 metri                   |
| Bronzo   | Márta Egervári | Ginnastica         | Parallele asimmetriche         |
| Bronzo   | Jozsef Tuncsik | Judo               | Fino a 63 kg                   |
| Bronzo   | László Réczi | Lotta greco-romana | Pesi piuma                     |
| Bronzo   | Éva Angyal Ágota Bujdosó Klára Horváth Zsuzsanna Pethő Katalin Tóth Harsányi Rozália Toman Márta Pacsai Ilona Nagy Marianna Nagy Erzsébet Németh Amália Sterbinszky Borbála Tóth Harsányi Mária Vanya | Pallamano          | Torneo femminile               |
| Bronzo   | Tamás Kancsal Tibor Maracskó Szvetiszláv Sasics | Pentathlon moderno | Gara a squadre                 |
| Bronzo   | Győző Kulcsár | Scherma            | Spada individuale              |
| Bronzo   | Ildikó Bóbis Edit Kovács Magda Maros Ildikó Schwarczenberger Ildikó Rejtő | Scherma            | Fioretto femminile a squadre   |
| Bronzo   | Péter Baczakó | Sollevamento pesi  | Pesi massimi leggeri           |

## Risultati

### Pallanuoto
| Atleta | Classifica |                     |
| --- | --- | ------------------- |
| V · D · M Nazionale maschile ungherese di pallanuoto · Giochi olimpici - Montréal 1976 Csapó · Cservenyák · Faragó · Gerendás · Horkai · Kenéz · Konrád · Molnár · Sárosi · Sudár · Szívós · CT : Dezső Gyarmati | Oro |                     |
| Nazionale maschile ungherese di pallanuoto · Giochi olimpici - Montréal 1976 | |                     |
| Csapó · Cservenyák · Faragó · Gerendás · Horkai · Kenéz · Konrád · Molnár · Sárosi · Sudár · Szívós · CT: Dezső Gyarmati                                                                                         | Csapó · Cservenyák · Faragó · Gerendás · Horkai · Kenéz · Konrád · Molnár · Sárosi · Sudár · Szívós · CT: Dezső Gyarmati | Ungheria (bandiera) |